# Sei Bilah Timur
Sei Bilah Timur is een bestuurslaag in het regentschap Langkat van de provincie Noord-Sumatra, Indonesië. Sei Bilah Timur telt 3670 inwoners (volkstelling 2010).